# Velho Barreiro
Velho Barreiro é uma marca de cachaça brasileira produzida pelas Indústrias Reunidas de Bebidas Tatuzinho 3 Fazendas Ltda. (IRB), com sede em Rio Claro, no estado de São Paulo.
A empresa possui 52% do mercado de cachaça do Brasil.